# Thomasboro
Thomasboro és una població dels Estats Units a l'estat d'Illinois. Segons el cens del 2000 tenia 1.233 habitants.

## Demografia
Segons el cens del 2000, Thomasboro tenia 1.233 habitants, 495 habitatges, i 334 famílies. La densitat de població era de 457,8 habitants/km².
Dels 495 habitatges en un 34,9% hi vivien nens de menys de 18 anys, en un 53,3% hi vivien parelles casades, en un 9,9% dones solteres, i en un 32,5% no eren unitats familiars. En el 25,9% dels habitatges hi vivien persones soles el 9,7% de les quals corresponia a persones de 65 anys o més que vivien soles. El nombre mitjà de persones vivint en cada habitatge era de 2,49 i el nombre mitjà de persones que vivien en cada família era de 3,03.
Per edats la població es repartia de la següent manera: un 27,3% tenia menys de 18 anys, un 7,4% entre 18 i 24, un 31,8% entre 25 i 44, un 20,8% de 45 a 60 i un 12,7% 65 anys o més.
L'edat mediana era de 35 anys. Per cada 100 dones de 18 o més anys hi havia 91,7 homes.
La renda mediana per habitatge era de 39.667 $ i la renda mediana per família de 47.212 $. Els homes tenien una renda mediana de 31.595 $ mentre que les dones 23.182 $. La renda per capita de la població era de 17.866 $. Aproximadament el 4,2% de les famílies i el 4,8% de la població estaven per davall del llindar de pobresa.

## Poblacions properes
El següent diagrama mostra les poblacions més properes.